# Just5
Just5 (рус. Просто5, читается джаст файв) — созданный в Латвии бренд  мобильных телефонов. Разработка телефонов ведётся с 2008 года, торговая марка Just5 выведена на рынок 5 октября 2009 года.
Разработка телефонов Just5 ведётся в Китае совместно с дизайн-бюро Newplan (города Пекин и Шэньчжэнь). В 2009 году создано совместное предприятие Just5-Newplan. Производство телефонов Just5 ведётся по ODM-схеме в КНР. В телефонах Just5 используются аппаратные платформы Infineon и MediaTek.
По состоянию на сентябрь 2010 года телефоны Just5 продаются в 33 странах мира. В 22 — под брендом Just5, ещё в 11 странах — под брендами сотовых операторов. Продажи Just5 в Европе начались в первом квартале 2009-го. В Латвии и США продукты Just5 были представлены в третьем квартале 2009 года.
В России присутствует представительство бренда, гарантийные и сервисные центры.

## Продукты
В октябре 2010 года в продуктовой линейке компании было две модели (Just5 CP09 и Just5 CP10), но в конце 2010 года появилась ещё одна модель (Just5 CP11)
Помимо крупных кнопок и шрифтов на экране, телефоны Just5 имеют ряд функциональных и эргономических особенностей, отличающих их других аппаратов с минимальным функционалом:
1. Кнопка экстренного вызова (SOS), нажатие которой активирует рассылку тревожных СМС по 5 заранее заданным номерам. После этого телефон начинает самостоятельно дозваниваться последовательно по этим номерам. При установлении соединения, аппарат автоматически включает громкую связь;
2. Блокировка клавиатуры и управление встроенным радиоприёмником осуществляется слайдерами на корпусе аппарата, а не нажатием комбинаций клавиш или через меню;
3. Долгое время работы телефонов от батареи (до 1 недели);
4. Зарядное устройство всех устройств Just5 — ярко-оранжевого цвета, штекер совместим с зарядными устройствами Nokia;
5. Яркий фонарик включается ползунком на корпусе;
6. Чувствительный микрофон и громкий динамик;
7. Для модели Just5 CP11 — необычный форм-фактор (выпрыгивающий экран), термометр и зарядка через кредл, помимо стандартной зарядки от зарядного устройства.

Символом бренда является пятиконечная клякса (изначально — ярко-оранжевая, в США — серебристая). Название Just5 является комбинацией слова Just (рус. просто) и цифры 5, выражающей, по мнению создателей , пять основных особенностей телефонов бренда: нестандартный дизайн, большие кнопки, обыкновенное меню, качественная сборка, надежность.
При возникновении любого гарантийного случая официальный региональный партнёр меняет неисправный телефон на аналогичный новый.

### Just5 CP09

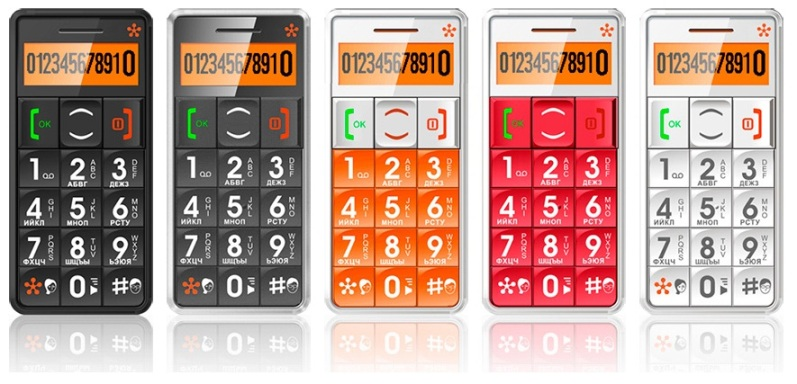
Just5 CP09

Модель выполнена в стиле «ретро» и доступна в пяти цветовых вариантах (оранжево-белый, красно-белый, белый, чёрный, серый).

### Just5 CP10

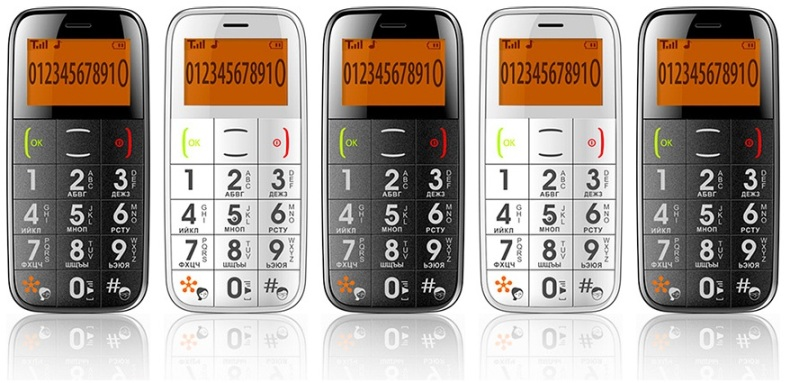
Just5 CP10

Телефон выполнен в стиле «биодизайн» и является усовершенствованной версией модели CP09, получившей вибровызов, больший экран и адресную книгу на 500 контактов (в CP09 книга на 100 контактов). Аппарат доступен в чёрном и белом исполнении.

### Just5 CP11

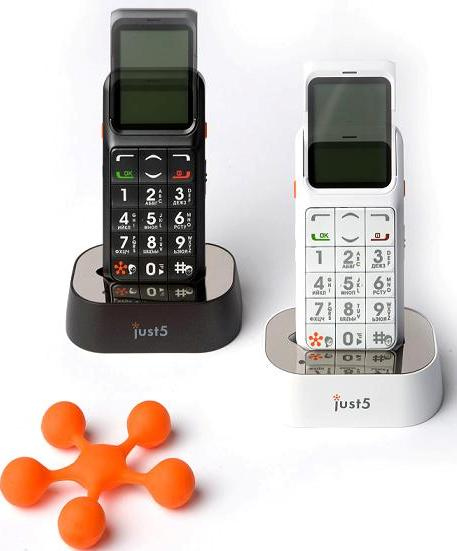
Just5 CP11

Самая функциональная модель бренда, оснащенная выпрыгивающим из корпуса экраном . Его диагональ составляет 2,4-дюйма (34 x 45 мм), а в закрытом состоянии видна лишь треть дисплея. Кроме того, модель получила встроенный термометр. Она доступна в белом и черно-металлическом варианте, однако пластик в обоих случаях может быть либо глянцевым, либо прорезиненным (soft touch).
Зарядка осуществляется либо непосредственно от зарядного устройства, либо через кредл.

### Just5 Space и BestInSpace

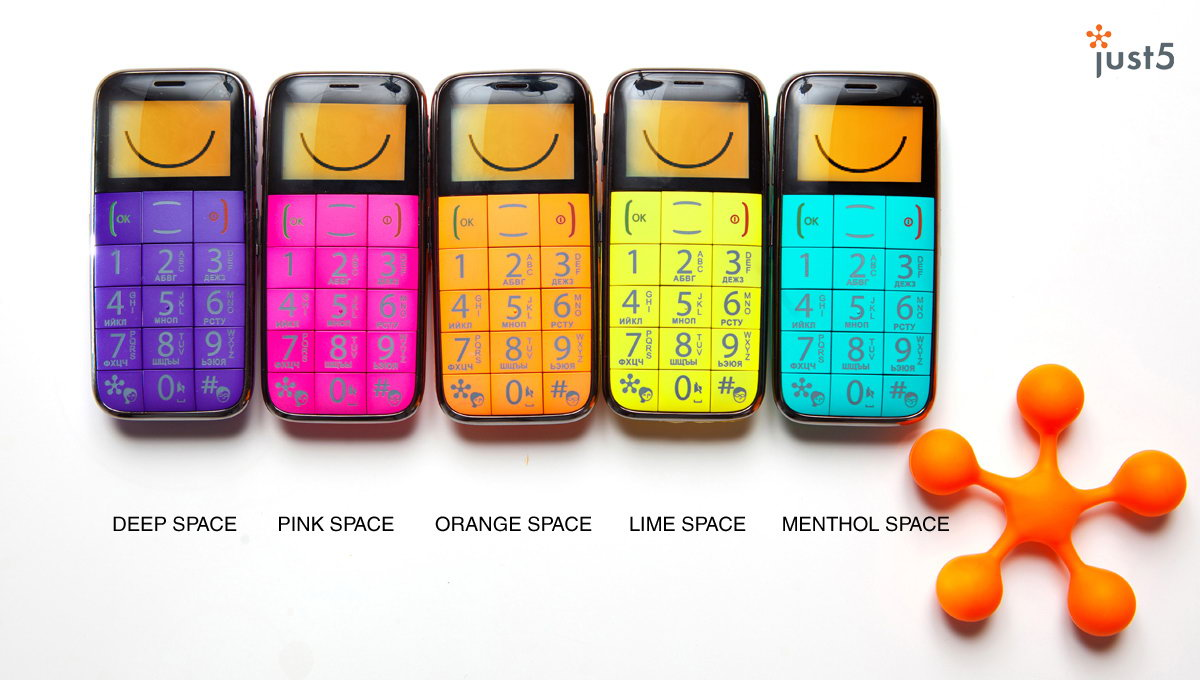
Just5 Space

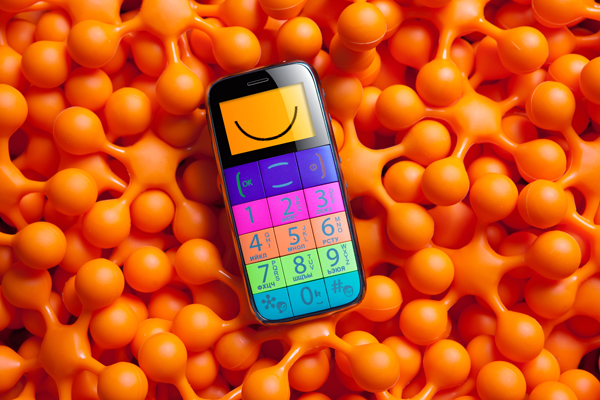
Just5 Best In Space

В декабре 2010 года выпущены телефоны Just5 Space и Just5 BestInSpace. По функциональности они аналогичны модели Just5 CP10. По заявлению разработчиков, они являются первыми в мире телефонами в корпусах из прорезиненного пластика («софт-тач») ярких расцветок.
Модель Just5 Space доступна в жёлтом, розовом, фиолетовом, оранжевом и голубом исполнении.
Модель Just5 BestInSpace, выпущенная ограниченным тиражом в 10 тысяч экземпляров, заключена в чёрный корпус с разноцветной клавиатурой (каждый ряд клавиш выполнен во цвете, соответствующем одному из цветов Just5 Space).

### Just5 Mika («Пятнашки»)

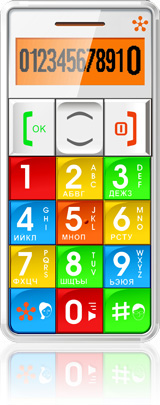
Just5 Пятнашки

В июне 2011 года бренд Just5 начал продажи модели Just5 Mika («Пятнашки»). По функциональности она аналогична модели Just5 CP09. Аппарат выполнен в корпусе белого цвета и оснащен клавиатурой с кнопками разных цветов, которая напоминает игру «Пятнашки».

### Just5 Brick
В 2013 году были начаты продажи новой модели - Just5 Brick. Название переводится с английского как "кирпич", это аналогия к сленговому названию мобильных телефонов 90-х. Внешнее оформление аппарата имеет много элементов, стилизованных под мобильные телефоны тех времен: грубый корпус с прямыми углами (без плавных линий), большие кнопки, крупные шрифты и выдвижная антенна (нужна для лучшей работы FM-радио). Дизайн был разработан в Студии Артемия Лебедева. Телефон стилизован под телефоны  90-х, так называемые "кирпичи": прямые углы в корпусе, большие кнопки и крупные шрифты.

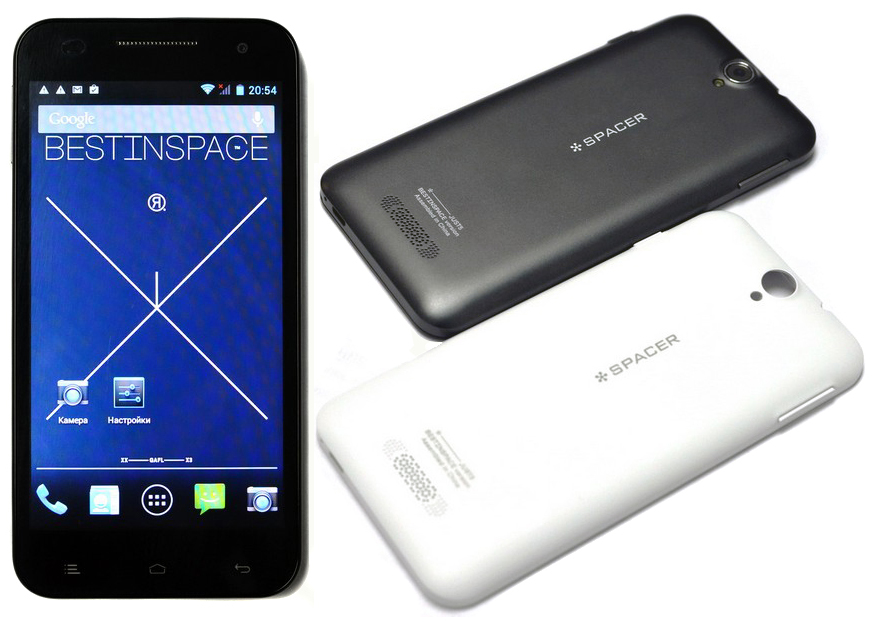
Just5 Spacer и сменные задние панели

### Just5 Spacer
В 2014 год у на рынок вышел первый смартфон  Just5. Модель получила название Spacer. Смартфон оснащен 5-дюймовым дисплеем, 4-ядерным процессором, работает под управлением Android 4.2. Just5 Spacer стал первым в России Android-фоном на платформе MediaTek MT6582M. В комплекте со смартфоном две сменные задние панели чёрного и белого цвета, позволяющие менять цвет корпуса по желанию пользователя.

## Награды
В 2009 Бренд Just5 — стал обладателем Гран-при, в номинации «Новое имя» конкурса БРЭНД ГОДА/EFFIE
2010 год — Мобильный телефон с большими кнопками just5 CP10 получил золотую награду iF Product Design Award

## BESTINCPACE DESIGN CO
Дизайн и саунд Just5 с 2009г. Студию BESTINSPACE. возглавляет Глеб Ильюша – брендмейкер Just5.